# Suvla

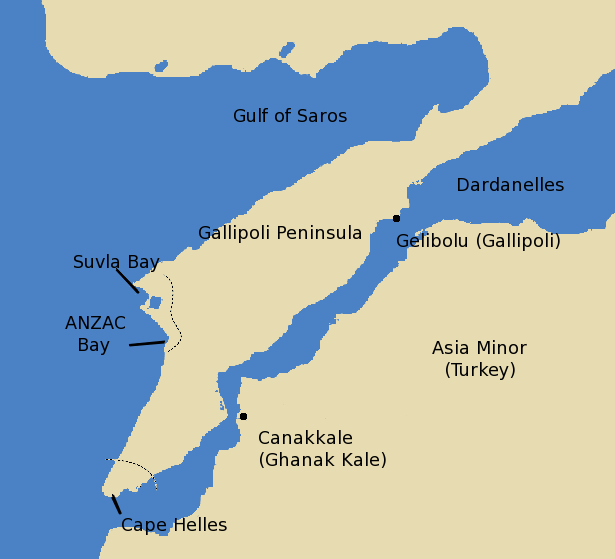
Suvla auf der Halbinsel Gallipoli

Suvla ist eine Bucht im Westen der Halbinsel Gallipoli in der Türkei.
Die Landung an der Bucht von Suvla und der darauf folgende Angriff war 1915 der letzte größere Versuch mit bei dem Gefecht bei Sarı Bayır in der August-Offensive der Briten, die Kontrolle über die Halbinsel Gallipoli zu übernehmen. Suvla spielte in der Schlacht von Gallipoli eine wichtige Rolle bei der Verteidigung der Halbinsel durch die Türken.
Der Name der Bucht Suvla war während der 1970er Jahre erneut ein Thema in der Öffentlichkeit, als Eric Bogle 1972 seinen Folksong And the Band Played Waltzing Matilda veröffentlichte.

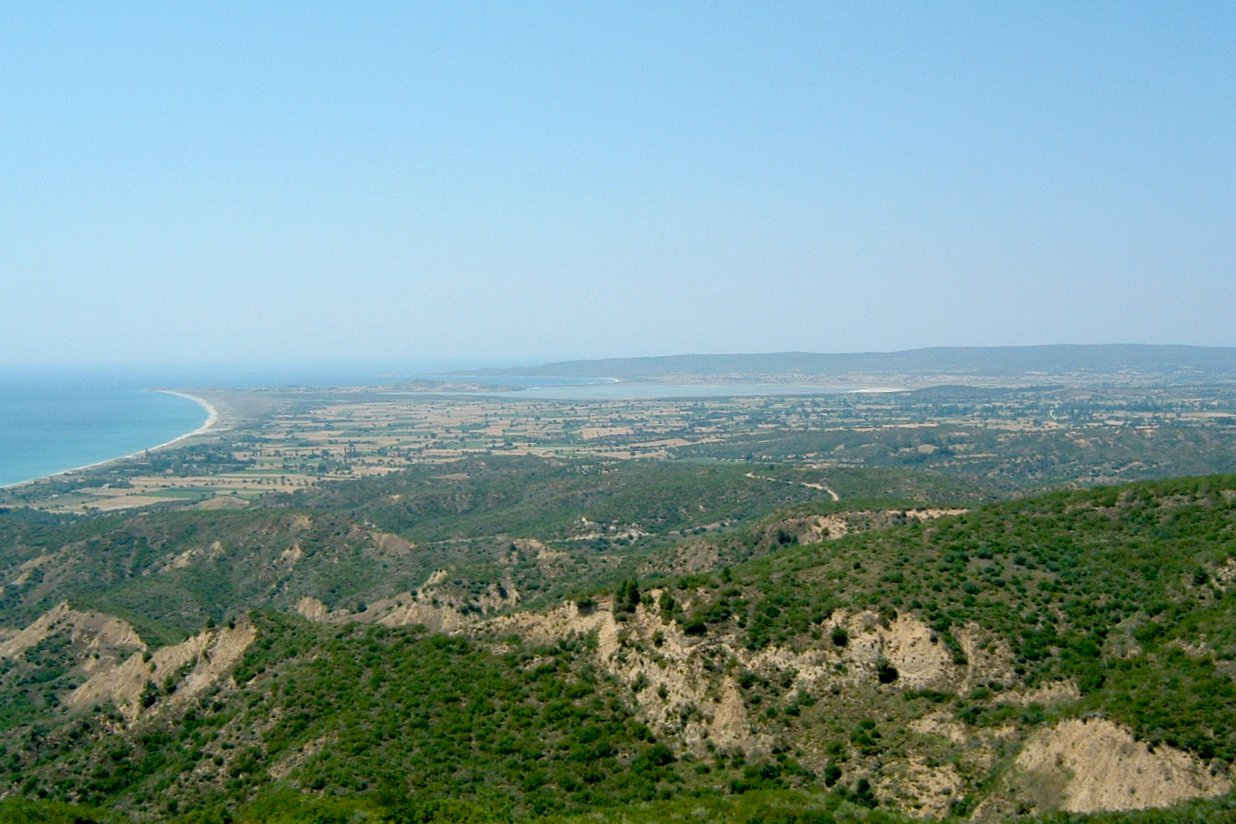
Bucht von Suvla vom Battleship Hill aus gesehen